# なるほど北九州
『なるほど北九州』（なるほどきたきゅうしゅう）は、2010年4月4日から2年間福岡放送（FBS）で放送された北九州市の市政広報番組である。
ここでは続編として2012年4月1日から2年間放送された『新なるほど北九州』についても併せて述べる。手話通訳ならびに字幕放送実施。

## 概要
北九州市は、行財政改革の一環としてテレビの市政広報番組についても定期的に見直しを進めており、その過程において2010年4月4日にスタートした。過去の放送は、FBSと北九州市両方のサイトで動画配信されている。
発足したばかりの「ナルホド市」という架空の自治体を舞台に、パタパタママの木下貴信扮する“ちょっぴりドジ”で抜けたところがある市長と、地元の俳優・うみなつこ扮する“しっかり者”でキレたら怖い秘書のヒビキが、街づくりのために北九州市を色々調査するという設定で、北九州市の行政情報を提供している。2011年にパタパタママが本拠を東京に移したということもあり、木下の出演は“市長室”のコント部分のみで、実際の取材パートは一部を除いてうみ一人が全て担当している。
2012年4月に定期見直しが実施され、同じく北九州市の広報番組である九州朝日放送の『とっておき!北九州』とテレビ西日本の『ドリーム!北九州』が終了する中、市長役をレモンティーの阿部哲陽に交代し、番組タイトルも『新なるほど北九州』に改めた上で2年間続けられた。
しかし阿部“新市長”のキャラクターは前任者から一転“気弱でお人よし”になり、秘書の怖さがより際立つようになった。前任者木下の写真は、セットに「初代市長」として掲げられている。

## 出演者
市長
- （なるほど北九州）：木下貴信（パタパタママ）
- （新なるほど北九州）：阿部哲陽（レモンティー）

秘書ヒビキ
うみなつこ（アクティブハカタ）

## 放送媒体
福岡放送
放送時間は日曜 17:26 - 17:29、番組表上では17:25 - 17:30。番組本編の尺は原則2分半で、その後はうみのナレーションによる15秒間インフォメーション、残り15秒は北九州市のテレビCM。内容によってはまるまる3分を本編に割くこともあった。
インターネット配信
#外部リンク参照。
グラーンライザ北九州
JR小倉駅小倉城口の大型スクリーン。日中に概ね1時間に1回、本編のみが上映されていた。小倉駅3階コンコースJAM広場で放送されているのは、J:COM北九州による各区ごとの広報番組である。

## 制作
- 企画・提供：北九州市（担当：広報室広報課）
- 制作・著作：福岡放送
- 制作協力：映像BOX

### 番組再配信
- 新なるほど北九州 - FBS（基本的に初代からの全内容を配信）

### 番組広報関連
- 新・なるほど北九州 (@shin_narukita) - X（旧Twitter）
- 新・なるほど北九州 (368862973148407) - Facebook
- 新・なるほど北九州 秘書ヒビキのブログ - アメーバブログ
  - なるほど北九州 秘書ヒビキのブログ（アーカイブ）